# Erysimum franciscanum
Erysimum franciscanum är en korsblommig växtart som beskrevs av George Bowyer Rossbach. Erysimum franciscanum ingår i släktet kårlar, och familjen korsblommiga växter. Inga underarter finns listade i Catalogue of Life.

## Bildgalleri

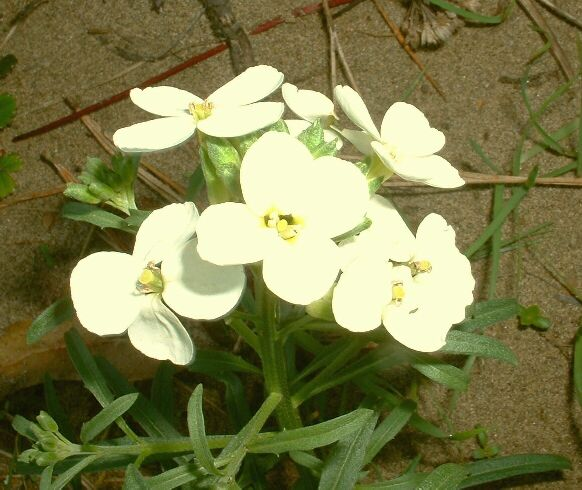